# 宮川紗江
宮川 紗江（みやかわ さえ、1999年9月10日 - ）は、日本の女子体操競技選手。東京都 西東京市出身。西東京市立青嵐中学校卒業、2018年3月西武台高等学校卒業。セインツ体操クラブに所属していた

。2018年9月より所属先が高須クリニックになった。血液型B型。2019年からサンミュージックプロダクションとの業務提携を結んだ。

## 来歴
2歳から体操競技を始め、幼少期から活発で校内リレー選手に選ばれたこともあったという。
2013年度女子ジュニアナショナル選手となった。
2014年6月の第53回NHK杯体操選手権で個人総合7位（ユース世代ではトップ）となり、南京ユースオリンピック出場が決定した。
2014年度から女子ナショナル選手に選出され、同年7月に開催された全日本体操種目別選手権大会では跳馬で優勝を果たす、ゆかでも2位となった。同年8月に開催された南京ユースオリンピックでも種目別-跳馬で銅メダルを獲得した。
ゆかでは村上茉愛と同じくH難度の技をこなす。また、跳馬でもチュソビチナを跳び2015年10月、グラスゴーにて開催予定の世界選手権出場を決めた。夢は「リオデジャネイロオリンピック、そして4年後の東京オリンピックに出場することです。」と語っていた。
2016年8月、リオオリンピック日本代表に選ばれ、出場した。体操女子団体、女子種目別ゆか、女子種目別跳馬に出場。団体では四位入賞のメンバーとなった。種目別ではいずれも予選で敗退。
2018年8月、速見佑斗コーチが、宮川に対する暴力指導問題を理由に日本体操協会から無期限登録抹消処分を受ける。これを受けて、宮川は2018年8月29日に記者会見を開き、その中で速見からの体罰を伴う指導を自分自身と家族が肯定的にとらえていたことを認めて、2018年世界選手権の代表を辞退するとして協会の同コーチ処分の不当性を訴えるとともに、調査の過程でいずれも塚原光男と塚原千恵子から受けた言葉をパワハラと感じたことを告発した。宮川は大阪体育大学とレインボー体操クラブとの間でスポンサー契約をしていたが、この問題でレインボー体操クラブとのスポンサー契約を解除された。これを知った高須克弥からの支援表明を受けて宮川はこれに応じる意向を示している。他にも鶴見虹子や田中理恵も宮川と速見に対する支援を表明し、森末慎二や池谷幸雄も体操協会の長年に渡るパワハラや塚原の引き抜き問題について証言するなど、以前からの協会や塚原夫妻に対する不満に基づく宮川と速見を擁護する動きが続いた。
9月7日、この件で協会は第三者委員会を設置、10日には塚原夫妻の職務一時停止を決定した。そして12月10日、第三者委員会は夫妻による宮川へのパワハラを認定しないとして、同時に協会は夫妻の職務停止処分解除を決定した。
2019年3月9日、協会はパワハラ再発防止策を決定する一方で、「選手とコーチを引き離そうとしている」といった宮川の発言について、「決定的な証拠がない中で、塚原千恵子強化本部長の名誉、信用を著しく傷つけた疑いがある」と指摘し、宮川に反省文の提出を求めた。
2019年4月26日、騒動後の全日本体操個人総合選手権では右足に痛みがあったものの出場し、前年の個人総合6位から74位での予選落ちと大きく成績を下げた。。
2024年7月、引退を発表した。

## 戦績
- 2013年8月 - 全日本ジュニア体操競技選手権大会 個人総合8位（跳馬:4位、ゆか:1位、平均台:6位）
- 2014年4月 - 第13回アジアジュニア体操競技選手権大会 個人総合3位、種目別-跳馬:優勝、ゆか:優勝[29]
- 2014年5月 - 第68回全日本体操個人総合選手権 10位[30]
- 2014年6月 - 第53回NHK杯体操選手権 個人総合7位
- 2014年7月 - 第68回全日本体操種目別選手権大会 跳馬:優勝、ゆか:2位
- 2014年8月 - 南京ユースオリンピック 個人総合5位[31] 、種目別-跳馬 銅メダル、段違い平行棒5位。
- 2015年10月 - 世界選手権 出場。
- 2016年8月 - リオオリンピック 出場。
- 2018年4月 - 第72回全日本体操個人総合選手権 個人総合6位[32]